# سد هواسکاچوکا
سد هواسکاچوکا (به اسپانیایی: Laguna Huascacocha) یک دریاچه در پرو است که در منطقه خونین واقع شده‌است.